# Donald Gibb

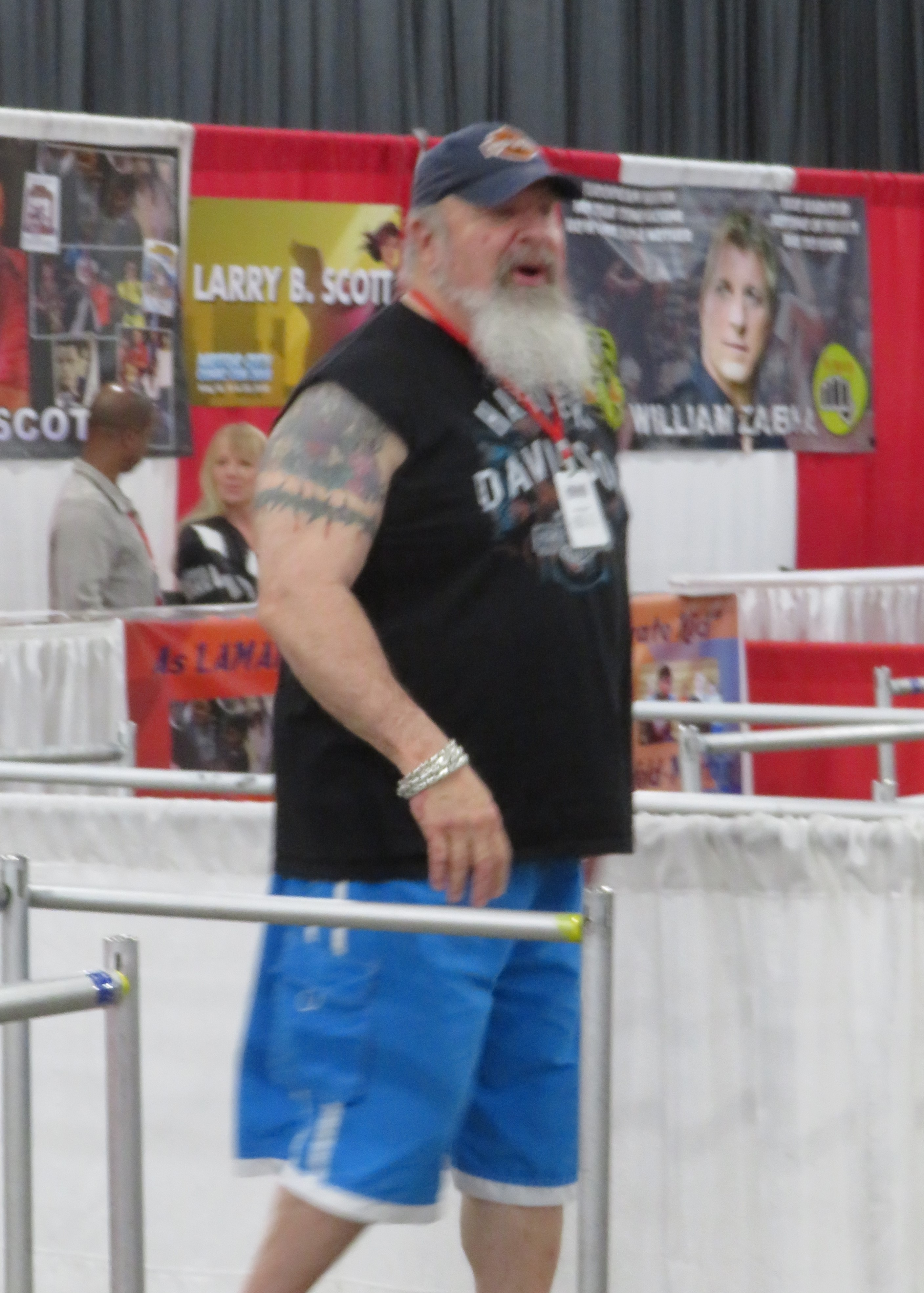
Donald Gibb

Donald Richard Gibb, auch Don Gibb, (* 4. August 1954 in New York City, New York, USA) ist ein US-amerikanischer Schauspieler. Gibb ist in Kalifornien aufgewachsen. Er bekam ein Basketball-Stipendium der Universität von New Mexico, später spielte er für die Universität von San Diego Football. Seine bekannteste Rolle war an der Seite von Jean-Claude van Damme in Bloodsport. Gibb ist auch für seine zahlreichen Gastauftritte in US-Serien bekannt. Typisch sind für ihn Rollen, zu denen sein martialisches Aussehen passt.

## Filmografie

### Serien (Auswahl)
- Akte X – Die unheimlichen Fälle des FBI (The X Files)
- Allein gegen die Zukunft (Early Edition)
- California Bulls (1st & Ten)
- Cheers
- Das A-Team (The A-Team)
- Das Leben und ich (Boy Meets World)
- Drei Ladies Undercover (She Spies)
- Ein Vater zuviel (My Two Dads)
- Eine starke Familie (Step by Step)
- Kirk
- Knight Rider
- MacGyver
- Magnum (Magnum, P.I.)
- Pacific Blue – Die Strandpolizei (Pacific Blue)
- Renegade – Gnadenlose Jagd (Renegade)
- Schatten der Leidenschaft (The Young and the Restless)
- Secret Agent Man
- Simon & Simon
- X-Factor
- Zurück in die Vergangenheit (Quantum Leap)

### Filme (Auswahl)
- 1982: Conan der Barbar (Conan the Barbarian)
- 1984: Das total verrückte Ferien-Camp (Meatballs Part II)
- 1984: Die Rache der Eierköpfe (Revenge of the Nerds)
- 1985: Kopfüber in Amerika (Lost in America)
- 1987: Die Supertrottel (Revenge of the Nerds II: Nerds in Paradise)
- 1988: Bloodsport – Eine wahre Geschichte (Bloodsport)
- 1996: Bloodsport 2
- 1996: American Tigers
- 1998: Auf der Jagd (U.S. Marshals)
- 2003: Grind
- 2004: Window Theory
- 2004: Lightning Bug
- 2006: 8 of Diamonds
- 2008: Hancock